# GENEZ
『GENEZ』（ジーンズ）は、深見真による日本のライトノベル。イラストはmebae。富士見ファンタジア文庫（富士見書房）より2009年5月から2013年2月まで刊行された。また、『ドラゴンマガジン』2009年7月号より、番外編の連載が開始された。
メディアミックスとして、春日井明によるコミカライズが、『月刊少年エース』2009年10月号から2011年6月号まで連載された。

## あらすじ
半魚人や精霊が存在する現代。戦火が絶えず、戦闘用強化外骨格〈GENEZ〉が存在する世界。親に見捨てられ、民間軍事会社「グリークス」に所属するGENEZの操縦者である大牙謙吾と、不思議な力を持つ岩清水ユキナ、同じくGENEZの操縦者である堤彩離やゴーレムのセルジュ・ドラグレスクらは、自らの過去や大切な人の死、他人との矛盾と対峙しながら日々、世界を守ろうと戦っている。

## 登場人物

### グリークス

#### チーム「ビーバス＆バッドヘッド」
グリークスが誇る精鋭チームの暗号名。正式名称は「歩兵課特殊強化白兵戦小隊」。
大牙 謙吾（たいが けんご）
本作の主人公。特務大尉。ユニット暗号名「バットヘッド1 (Butt-Head-One)」。歩兵科1年。誕生日は8月15日。剣歯虎型のGENEZを装着する。愛銃はFN Five-seveN。部活は恋愛シミュレーションゲーム研究会、通称愛シ研。
元は虚弱な少年だったが、母親が爆弾テロの犠牲になってからは父親の湾曲した思考によって中東の少年兵訓練キャンプに入れられ、頑強な戦闘能力を持つようになった。訓練キャンプ卒業後、海神学園中等部に入りグリークスと契約し、任務を請け負うようになる。かなりのゲーム好きで、FM-TOWNSやX68000等も持っており、一番好きなゲームはギャルゲーである。子供の頃から料理が得意で、和洋中なんでも作ることができる。
岩清水 ユキナ（いわしみず ユキナ）
本作のもう一人の主人公。ユニット暗号名「ナイチンゲール1」。歩兵科1年。誕生日は10月7日。ナイチンゲールの1人。愛銃はベレッタPx4Storm。部活は武装メイド部。
大牙兄妹の幼馴染。髪型はツーサイドアップ。鼻筋が通り全体的に鋭く凛々しい容貌を持つ。手足は長くしなやかで肌は鮮やかに日焼けしている。時代小説や時代劇を好んでおり、若者らしくない様な話し方をする。趣味は詰将棋で目隠し将棋ができるほどの実力者。1番好きな作家は司馬遼太郎で、愛読書は燃えよ剣・北斗の人・用心棒日月抄など。古武術・天照流軍用小具足（てんしょうりゅうぐんようこぐそく）道場の娘であり、厳格な養父に育てられたため、頑固で勝気な性格に育った。正義感が強く曲がったことが大嫌い。その性格と強さから「漢女（おとめ）姉さん」と呼ばれており、友達は極度に少なかった。また、恋愛には疎く恥ずかしがり屋である。
育ったのは山梨県の極度の田舎であり、作中で「携帯はどこにいても必ず圏外。テレビはNHKしか映らない。おもな交通手段は牛」 と語っている。
魂の年齢は1500歳を超えており武田信玄に仕えたり、ヴェルダンの戦いでフランス軍の要塞内で従軍ナースとして働いたりしていた。
堤 彩離（つつみ あやはな）
特務中尉。ユニット暗号名「バットヘッド2」。恐鳥型GENEZを装着する。愛銃はステアー M9。歩兵科1年。部活は手芸部。
茶髪のショートカット。長身でやや太めの眉に大きい八重歯が特徴。体育会系で、自分に似合わぬ可愛い衣装に憧れる気がある。可愛い衣装を着こなす女性を見ると、素直に尊敬する。太った男性が好きで、子供の頃舞の海の追っかけをやっていた。
子供のころに北朝鮮に拉致され堤綾花（ジェ・ノンコツ）という特殊工作員として洗脳、訓練された。独裁者に忠誠を誓った暗殺者だと思い込まされ、「北の殺人狂」と呼ばれていた。ある政治家を暗殺するために日本に潜入したが、護衛任務に就いていた謙吾に阻まれたため失敗し、グリークスに入った。
セルジュ・ドラグレスク (Serge Dragulescu)
中尉。ユニット暗号名「アンダーソン1」。歩兵科1年。部活は模型部。
ルーマニア出身の白人の青年。ブロンドの髪に真っ青な瞳が特徴。腕時計はルミノックスのネイビーシールズモデル。いい加減な関西弁を使う。
第二次世界大戦中にナチスドイツの脅威に直面したユダヤ人らが、古代の秘宝を改良し戦闘能力を高めた第三世代のゴーレム。普通のゴーレムと違い、高い知能を持ち、自我も強く、外見もよい。額に「emeth（訳:真理）」の文字もない。
鋭い知覚と頑丈な肉体を持ち、特に骨はダイヤモンドの数倍の硬さを持つ。生成時に不足した霊魂を火の精霊の娘【サラマンデル】によって補完しているため、火の精霊使いとしての能力も持つ。
関西弁を話すようになったのは、第二次世界大戦後に一時期、関西地方出身の日本人傭兵と行動を共にしたためである。
布施 七湖（ふせ ななこ）
ユニット暗号名「バットヘッド2」。共感覚能力者でハッカー。装備科1年。歯鯨型GENEZを装着する。メガネをかけている。
オンラインゲーム参加時のハンドルネームは「セブン」。引きこもりだったがウィルトゥスにクラッキングしたことがきっかけでグリークスに入る。小学校低学年の頃に共感覚を持ち始め、テレビに出演するようになる。その後両親にクラッキングさせられるようになり、七湖が稼いだお金を巡り両親は離婚している。
大迫 伝次郎（おおさこ でんじろう）
大佐。チーム「ビーバス＆バットヘッド」の現場指揮官。
学園では歴史を教える教師であり、謙吾たちの担任でもある。普段のスタイルは着古した背広とだらしないネクタイに無精ヒゲ。米軍出身のため、作戦中に英語が出てしまうことがある。

#### 関係者
厳島 アイナ（いつくしま アイナ）
高等部学長であり連隊長。12歳。世界的に有名な財閥である厳島グループの血縁。厳島一族の英才教育を受けたため頭脳明晰で8カ国語を話せる。本来なら小学6年生のお子様学長であり、ロングの銀髪はほんのりくせ毛気味である。昼間から堂々と居眠りする性格。
厳島 シキサギ（いつくしま シキサギ）
アイナの兄で大学部の学長。冷笑を浮かべた冷徹な美貌の青年。目は切れ長で高そうなメガネをかけている。グリークス本社での決戦後、グリークス新社長となる。
梓馬 真唯子（あずま まいこ）
故人。GENEZ開発スタッフのリーダーで、亜佑美の母。長い黒髪とやや厚い唇が特徴。科学者だったが神やオカルトが大好きだった。GENEZのブラックボックスを探るバビロン・メディスンに拉致されそうになり、自白剤を注射される前に自殺した。GENEZの格納庫に幽霊が出るという噂がありユキナが実際に会っている。
セルジオ・ガルヴァーニ
グリークスの社長でありバビロン・メディスンの最高責任経営者。43歳。ポイニクス型GENEZを装着する。髪はブロンドで肌が白い。一族は遺伝子疾患により44歳になると死亡するが、43歳までは肉体は頑健で特殊能力を発揮できる。それを克服するためにナイチンゲールとギルガメシュを研究し、遺伝病を治療・強化するためのスーツを作るGENEZ計画をスタートした。ユキナをイシュタルと一体化させ、男性用の生殖機能付きGENEZとセックスすることで産まれる不死身の赤ん坊を一族の悲願達成としている。
謙吾との戦いで出血多量により死亡。
徐 晶晶（シュー ジンジン）
台湾出身。社長秘書。長髪で髪を金色に染めている。

#### 特進クラスの生徒
ファンタスティック・スリー
パソコン部に所属するハッカーチーム3人の異名。実力は折り紙つきで、エシュロンにも侵入が可能。
後に布施七湖が参加し、ファンタスティック・フォーとなる。
国木田 鞠歌（くにきだ まりか）
赤毛で前髪が長く目が隠れている。美人にいじめられると興奮するマゾヒストでユキナを盗撮しては踏まれている。レズビアンでありニキとは肉体関係にある。
ヒデヨシ
ひどく太っており、名前は本名なのかあだ名なのかは不明。
コバ
3人のリーダー格。海神学園高等部の制服を着ているが、高校生とは思えないほど老けている。無精ひげを生やしていて、未成年のはずだがタバコを吸っている。
梓馬 亜佑美（あずま あゆみ）
武装メイド部の部長。身長167cm。3サイズはB88-W59-H87。体重は60kg前後。黒髪ロングヘアが特徴。合気道と躰道の心得がある。GENEZのブラックボックスを開けることができる唯一の人物。
林 力也（はやし りきや）
軍隊格闘技研究会のエース。老け顔を気にしている。身長は約190cm。愛媛県出身。若い頃のアーノルド・シュワルツェネッガーを髣髴とさせる顔立ち。顔に刃物傷が二筋あり、無精ひげを生やしている。
張鐘 翔太（はりがね しょうた）
狙撃の名手。長身痩躯でギョロ目だが、実は優しい性格の持ち主。謙吾と同じく恋愛シミュレーションゲーム研究会に所属している。
ルーシー 坂井（ルーシー さかい）
中国拳法部のエース。髪は短く金髪で、鋭い目つきと青い瞳が特徴。胸が大きい。黄色いトラックスーツを着ており普通の授業でもその格好で受けている。
柳場 マサミ（やなぎば マサミ）
女子バスケット部キャプテン。上級生。女子バスケ部に入部させるため他のバスケ部員とともにユキナを包囲するが、亜佑美に邪魔される。
沼田 眞人（ぬまた まひと）
ベトナム戦争研究会に所属。長身でベトナム戦争時のアメリカ兵の格好をしている。

#### ガンズ・オブ・ナヴァロン
ポセイドン・アカデミーの精鋭チーム。
レオンハルト・ランビエール
スイス出身。暗号名「ハングオーバー1」。ウーリー・マンモス型GENEZを装着する。本社でも指折りのエース。阿香音とはコンビを組んで2年目であり達成した任務は60以上にもなるが、よくいじめられている。父親は傭兵で既に亡くなっており、貧しい家の出身で孤独だったが、阿香音に手を差し伸べられたため彼女にはいじめられてもいいと思っている。
カコヤニス 阿香音（カコヤニス あかね）
暗号名「マンマ・ミーア1」。レオンハルトの相棒。日本人とギリシャ人のハーフ。国籍はギリシャ。レオンハルトより背が高く、身長は180cm近い。
シーラ・カルネイロ
ブラジル出身。暗号名「ハングオーバー2」。プロトタイプ・ティラノGENEZを装着する。GENEZの性能差を高い身体能力で補い、状況に応じて空手とカポエイラのスタイルを使い分ける。
グスタフ・ヴァイスマン
ドイツ人。暗号名「マンマ・ミーア2」。シーラの相棒。すべての骨格が中世から保管されていたドラゴンの牙に交換されており、骨や筋肉は弾丸を弾く。指先に骨のかけらを射出するための銃口があり、放った骨を「竜の牙の骸骨戦士（ドラゴン・ファング・スケルトン・ウォリアー）」にすることができる。クラウディアとの戦いで死亡。
メリナ・デモクリトス
大佐。チーム「ガンズ・オブ・ナヴァロン」の指揮官で中等部の教師。髪はブラウンのロングヘア。目つきが鋭く右目の下に小さな泣きぼくろがある。ユキナにポセイドン・アカデミーへの転校を持ちかける。

### バビロン・メディスン

#### ニムロッド
武田 爪兵（たけだ そうへい）
ニムロッドのユニット2に所属。ユニット暗号名は「ニムロッド2」。対GENEZ用の新型マルチピード・アーマー「エンキドゥ」を装着する。アンナトゥリーにより7分29秒の不死身を得られる適合者。
普段は和歌山県の県立高校に通っている。部活は茶道部。趣味はカメラで、お気に入りはライカM3。
武田新陰流（たけだしんかげりゅう）
爪兵が使う古流武術。爪兵に技を教えた叔父曰く、一度暴走が始まると歯止めがきかない人殺しの技であり、余程のことがない限り使ってはいけない。
毫頸（ごうけい）
寸頸の技術をさらに高めると使える技法。完全に密着した状態から出す生きた打撃。
裏七本目毫頸「轟天砲（ごうてんほう）」
彩離との戦いで使用した技。
具足組み打ち・捻り一本目「毫槌火（ごうついか）」
レオンハルトとの戦いで使用した技。
アンナトゥリー・コルサコフ
ユニット暗号名「ナイチンゲール2」。爪兵のパートナーのナイチンゲール。
クラウディア・フランチェスキーニ
ユニット1所属。暗号名「ニムロッド1」。イタリア人。髪の色はブラウンでショートボブ。レズビアンで火沙里とは恋人同士であり「クラウ」と呼ばれている。ギルガメシュの性能を向上させる遺伝子情報交換に必要だったため、iPS細胞によって擬似ペニスをとりつけている。
那須 火沙里（なす ひさり）
クラウディアの相棒のナイチンゲール。背が低く眉毛が太い。

#### ベテルギウス
エディ・ホー
ベテルギウスのリーダー。中国人。短髪で肩幅が広い。キメラ型マルチピード・アーマーを装着する。
雇い主であるレオンハルトのボディガードを務める。涼羽を拉致し『ヴェルトハイムの歯車』の正体をフランシスカに問い詰めるが、ギルガメシュ化した謙吾やセルジュに妨害される。音響兵器により一時は優位に立つが、謙吾にアハトアハトで破壊される。その後M134で謙吾に立ちかかるが、頭にハイキックを受け頭蓋骨を粉砕され死亡。
ショーン・ヤン
ベデルギウスのメンバーで一番若い。サディストでありユキナを拷問する。どのマルチスピード・アーマーを装着していたかは不明。

#### イエニ・チェリ
ドゥシュク / ヴァルター・ゼンメルロッケ
イエニ・チェリのリーダー。ドイツ出身でナチス系幹部の家系。髪は長く銀髪で中性的な顔立ち。目つきが鋭く常に周囲を警戒している。魔術・機械による肉体強化を受けている。
名前は5巻ではドゥシュクだったが8巻ではヴァルター・ゼンメルロッケに変更されている。
デュボア
元米軍特殊部隊デルタフォース出身の巨漢。スキンヘッドで双頭のロック鳥のタトゥーを入れている。予知能力を持っているが、数秒以内に限定され連続して使用できない。
イップ・チー
背が低い東洋人の少女。中国政府が非公式に運営していた超人兵士研究機関の出身。ツインテールと大きな目が特徴。操剣術を使うことができ、4本の合金製柳葉刀を操る。
ラティーファ / チャンドニー
元テロリスト。インド出身。褐色肌の美女。短髪で鼻が高い。米軍に多額の賞金をかけられているが、過去の罪状をすべて揉み消す条件でバビロン・メディスンに雇われた。カラリパヤットの達人で特に棒術に長けてる。
名前は5巻ではラティーファだったが8巻ではチャンドニーに変更されている。

#### 関係者
セルジオ・ガルヴァーニ
#グリークスの項を参照。
マルゴ
ニムロッド専属の工作員である若い女性。ニムロッド・ユニット1の世話係。金髪のドイツ人で、レディーススーツを着ている。

### ヴェルトハイム公国
フランシスカ・ヴェルトハイム
ヴェルトハイムの公女。第一王位継承者として公国内の問題に積極的に取り組み、国民の支持を広く集めている。家庭教師である涼羽とは親友同士。多くのVIPに求婚されているが、そのすべてを断っている。
反公王・公女勢力の動きに気づいた公王により海神学園に短期留学させられる。
ミリアム・ギザン
陸軍大佐。フランシスカの警護を務める。若い人間を軽んじる性格で当初は学生である謙吾たちを侮っていた。
レオンハルト・オットー
首相。初老の男性で背が高い。頬はこけ目は細く肌が白い。指が長く左手の薬指にルビーの指輪をはめている。貴族制が根強いヴェルトハイムでは珍しい平民出身である。
公王・公女勢力を排除しヴェルトハイムの歯車を奪うために、バビロン・メディスンと契約する。後に贈収賄疑惑で辞任する。
アルベルト・フェデラー
陸軍副大臣。ヴェルトハイム国際空港で謙吾たちを出迎える。
マックス・マイルズ
元SASの曹長。フランシスカに新しく雇われた護衛。チャットで謙吾に服部の情報を教える。

### ウィルトゥス
レオン・M・ジョンソン
ウィルトゥスの社長。長めの金髪と小太りな体型が特徴。無精ひげを生やしている。服装はいつもチェックシャツとジーパン。マサチューセッツ工科大学時代はメガネをかけていたが、5年前にレーシック手術で視力が回復した。
ジガ・ロッツ
ウィルトゥス私設警備会社のエース。イスラエルの特務機関がロボット工学と死霊魔術を併用し、約30人分の優秀な兵士の死体から作られた人工巨人、タイプ・ゴリアテの一体。身長約3m、体重は250kgを超えている。体の半分以上が機械でできており、左腕に三発の有線誘導ミサイルと右腕にKPV 重機関銃を内蔵している。第四次中東戦争、イラン・イラク戦争、イスラエルによるレバノン侵攻などで戦果を上げている。セルジュとの戦いで死亡。

### ピョートル・グランカの関係者
ピョートル・グランカ
元スペツナズの武器商人。旧ソ連の色褪せた軍用ロングコートを身につけている。マンドラゴラを抜かせるために岩清水ニキを誘拐する。
ライサ
グランカの妻であり秘書。金髪のショートヘアで碧眼。メガネをかけている。GRUの出身で特殊作戦の訓練を受けている。
その正体は教授に作られたゴーレム。本当のグランカの妻はとっくの昔に亡くなっており、グランカをコントロールするために作られた。
教授（プロフェッサー）
黒衣に身を包み片眼鏡をかけた老人。目が鋭く、古めかしい片眼鏡をかけている。エノク語の魔法円を展開して盾として防御に使ったり、巨大な騎士の腕を出現させることができる。
その正体はジョン・ディー教授。不死身に近い魔術師で、セルジュとの戦いで頭蓋骨を破壊され谷に落下するが、生き延びている。
ブラッディ・メアリー
チェック柄の制服を着た少女。セルジュと同じ第三世代のゴーレムだが、感情がない。彩離との戦いで死亡。
ウォードッグ
アフリカ系黒人の男でドルチェ&ガッバーナの白いスーツを着たクリスチャン。坊主に近い髪は銀色で身長は2m。ウォードッグという名前はあだ名で本名は誰も知らない。魔獣調教師（ビーストテイマー）でバグベアーという2匹の魔獣を使役している。

### ラ・パッショナリア
エレナ・ヴェガ
ラ・パッショナリアの女主人。スペイン出身。赤毛のショートヘアと褐色の肌が特徴。父親はスペインで人体実験を繰り返し、罪が露見するとドイツに亡命。第二次世界大戦中にドイツ軍に協力し敗戦後も生物兵器の研究を続けた。父が晩年誘拐してきた娼婦に遺伝子改造済みの特殊な受精卵を使用して産ませたのがエレナである。その結果、戦闘用の半植物人間となった。
エスメラルダ
エレナ・ヴェガの副官。長い黒髪と童顔が特徴。瀕死だったところエレナに助けられ、弱った生命力を補完するために物質精霊が使われた。精霊格闘の能力により風を操ることができる。
シュー・ダオミン
中国人民解放軍・緊急展開部隊の非人間分隊出身で元中佐。半魚人であり全身に青緑色の鱗がついている。頭部がほぼ魚類のため普段はガスマスクをつけている。強襲揚陸艦ヒポクラテスから剣歯虎型GENEZを盗む。
アスハブ
チェチェン出身の高校生くらいの少年。日本のアニメやゲームが大好きで部屋にはその類の物で溢れている。エスメラルダと同じく瀕死のところをエレナに助けられ物質精霊が使われた。精霊格闘の能力で水を操ることができる。
ロングホーン
身長3mの巨体の男。元緊急展開部隊非人間分隊の一員。中国拳法の使い手。名前は暗号名であり本名はここ数年誰にも教えていない。ミノタウロスでありこめかみから短い角が生えている。本来の姿になると角は巨大化し完全に獣になる。セルジュとの戦いで死亡。

### 服部一徹率いる傭兵部隊
服部 一徹（はっとり いってつ）
目と目の間が広い魚のような顔。常に見下すような笑みを浮かべている。ヘーリオガバルスというテロリストグループのメンバーでコードネームは「ニンジャ」だった。
徐 晶晶（シュー ジンジン）
#グリークスの項を参照。
姜 康英（カン ガンヨン）
元韓国軍の特殊傭兵。身長約180cmの大男。指名手配犯の国際テロリスト。童顔で日焼けしている。高句麗の侍従武官から続く名族の家系。その正体は獣人であり姿を変えると身長3mほどになる。爪兵との戦いで死亡。
マクシム・ゴドヴァツ
クロアチア人の傭兵。あだ名は「鉄の拳」で全身古傷だらけ。無口で無表情。若い頃は傭兵をしながらキックボクシングジムに通っていた。大会にワンマッチで3回出場し、日本で試合に出たこともある。元傭兵ファイターとして注目を浴びたが飽きて戦場に戻った。戦争や試合で稼いだ金で体の筋肉の約八割を脳波反応形状記憶合金に換えており、拳をハンマー状にしたり足先を半円状の刃に変形させることができる。セルジュとの戦いで死亡。

### 大牙家
大牙 厳一（たいが げんいち）
大牙謙吾と涼羽の父親。日本の外務大臣。自分の立場を強くするために謙吾を少年兵にし、涼羽を海外に留学させVIPの家庭教師につけた。妻が犠牲になった爆弾テロ事件をきっかけに恐ろしい人間となった。
大牙 涼羽（たいが すずは）
大牙謙吾の妹。16歳。メガネをかけていて背が低い。白いセーラー服を着用している。
IQ160の才媛で、14歳でハーバード大学を卒業し、史上最年少博士号取得記録を塗り替えた。伝承と神話学専攻。ヴェルトハイム公国公女・フランシスカの家庭教師を務める。ラ・パッショナリアでの一件の後、アイナからの依頼を受けエレナ・ヴェガから入手したナイチンゲールに関する資料に書かれたシュメール語やアッカド語の解読のために海神学園で研究を開始する。

### 天照流の隠れ里
岩清水 ニキ（いわしみず にき）
ユキナの姉、同じくナイチンゲールである。ある理由で、村で監禁されていた。新しい戦争を欲しセルジオに協力した。
かつては織田信長に仕え、遺伝子が適合した侍大将をギルガメシュとしていたこともあった。
岩清水 一兵（いわしみず いっぺい）
ユキナの義父。天照流軍用小具足の師範代。年齢は40代後半で身長は190cm近い。日焼けした肌とハリのある筋肉が特徴。
岩清水 妙子（いわしみず たえこ）
ユキナの義母。身長180cm。
越智 佐鳥（おち さとり）
ユキナの妹弟子。13歳。天照流軍用小具足の女性の達人たちに憧れて入門した。天照流軍用小具足の次期当主候補だった姉がいるが、現在は行方不明。

### その他の人物
ジャニス 泳（ジャニス ウィン）
ICPOの国際捜査管理官。イェール大学卒業のエリートで香港警察出身。長身で目が鋭い。ミディアムのブロンドヘアをシャギースタイルにしている。極度の潔癖症で、1日5回は入浴するかシャワーを浴びなければ気分が悪くなる。また、男性が苦手で、ゴム手袋をつけなければ握手ができない。
犯罪組織ウィルトゥスを追うため、グリークスの力を借りる。事件解決後にはジョン・ディー教授の専従捜査官に就任し、再びグリークスと協力するが、ピョートル・グランカに無線でマンドラゴラの悲鳴を聞かされ、死亡した。
趙 明（チャオ ミン）
中国人の男性。上海国際出口汽車貿易公司の社員。スーツ姿で髪をワックスで固めている。ICPOの依頼で黒孩子の密輸の証拠をつかむため、取り引き相手の日本の大手医療メーカーの役員である古賀五郎になりすました謙吾により、組織は壊滅した。
ジョセフ・スペンサー
SISに所属する工作員。髪色はブラウン。ケンブリッジ大学を卒業し、愛国心からSISに入った。パン屋で働いている恋人がいるが、家族共々SISのエージェントだということは知らず、外務省の幹部候補ということにしている。「D荷物」の引き渡しの任務でフランスからイギリスへ戻る途中、ライサに殺される。
上野 栞（うえの しおり）
強襲揚陸艦ヒポクラテスの艦長。海神学園大学部の卒業生。短髪で中性的な美貌の持ち主。
大木 礼二（おおき れいじ）
強襲揚陸艦ヒポクラテスの副長兼航空管制指揮官。
海宝（かいほう）
護衛艦かさぎの艦長。階級は一等海佐。第一次湾岸戦争後のペルシャ湾の機雷処理やインド洋で補給活動などを経験したベテラン。1年前からかさぎの艦長を務めている。ソマリア海賊の攻撃を受け、グリークスに応援を求める。
金原（かねはら）
護衛艦かさぎの副長兼船務長。階級は二等海佐。
マウリシオ
ブラジリアン柔術家の男。薄い唇の上に細いひげを生やしている。ラ・パッショナリアのブラック・フィスト・ノックアウト・ステージで、彩離と対戦する。
豊田 凛（とよた りん）
アイドル声優。愛称はトヨリン。ぱっちりとした目と丸っこい童顔が特徴。初代PlayStationの『だきしめてナイト』というゲームに出演している。
西崎（にしざき）
凛のマネージャーの男性。
レジナルド・ローレンス
米軍の第1騎兵師団に所属していた一等兵。アフリカ系黒人の老人で愛称はレジー。セルジュと1965年に戦時下のベトナムで出会っている。ベトナム戦争でアメリカが嫌いになり、10年ほど前から日本で暮らしながら家電の修理をしている。コミフェスで戦場写真集を売っていたところを、セルジュと再会する。
キース・チュン
マカオにあるファントムペインというカジノのオーナー。自らを超能力者と号するイカサマ師。
小鯛 諒大（こだい りょうた）
色白で少し小太りの少年。メガネをかけている。母親は蒸発し、フリーのジャーナリストで海外を飛び回っている父親とは不仲。クリスマスにPS3が欲しくてビーバス＆バットヘッドのメンバーとアルバイトをした後、働いてお金を貰うことの大変さに気づき、父親にプレゼントしたいと考えるようになった。
コウ・ジャン。
2年前にダルフール紛争で政府に雇われた傭兵部隊の隊長。元少佐。禿頭と面長な顔が特徴。唇は薄く目は魚のようで黒目が小さい。子供たちを誘拐して洗脳し、自軍の兵士にしていた。部隊は謙吾によって壊滅されたが生き延びており、日本に入国して謙吾に復讐しようとしたが敗れ、逮捕される。
ロバート・ウエストモーランド
米軍の戦略事務局元中尉。セルジュの昔の同僚であり、さまざまな作戦で組んでいた。セルジュをCIAに引き抜くため、年賀状を送ってくる。
シュタイナー博士
ドイツ軍の生化学兵器研究者。人格に問題があり、第二次世界大戦中ドイツ軍に見捨てられて逃げ遅れたが、当時OSSにいたセルジュとロバートによって保護された。
オマール
リビア陸軍少尉。対テロ保安部隊に所属し、リビアで連続爆弾テロを仕掛けた服部一徹を追跡していた。服部に乗っていた歩兵戦闘車を爆破され、死亡した。

## 用語

### 組織・国家
グリークス
新興のPMCで、海神学園の実質的な経営者。本社ビルはギリシャのサラミス島の中央にある山地奥深くに存在する。ツインタワーの巨大なビルで、通称「双子の塔」。日本、フランス、スーダンなどに支社があり、日本支社は海神学園大学部の地下に存在する。
最先端装備を擁し世界中の紛争地帯で人道的な活動を展開する。PMCではあるが、本来は兵器開発会社で、新兵器の特許で毎年莫大な利益を上げる。依って、新兵器開発の助力になるとするなら、戦闘に許可を出す。その為、他のPMCは利益優先で個人感情は無視されるが、グリークスの傭兵はグリークスが造った兵器で戦いさえすれば、内容は問われない。イデオロギー、宗教、民族などを無視し、人命と作戦担当者の個人的感情を優先して行動を決定できる。
海神学園（わだつみがくえん）
「グリークス」がいくつかのダミー会社を経由して経営している私立学校。練馬区に存在する。広い敷地と自由な校風が特徴で、付属幼稚園から大学までそろっている。一流の設備を所有し国内外から優秀な人材が集まっている。「特進クラス」が各学年に存在し、歩兵科、装備科、秘術科などの学科がある。制服は軍服風のデザインが特徴。全室土足制である。校舎はロマネスク建築で、背の高い常緑樹林に囲まれている。廊下の天井は交差ヴォールトの手法が使われている。学生寮はパラッツォ・ファルネーゼを髣髴とさせるルネサンス建築で、ピアノ・ノビーレである。花壇は丁寧に整備され季節の花が咲き乱れており、校舎をつなぐ歩道には石造りの古風な屋根がかかっている。セキュリティが厳重で、校舎に入るには学生証を兼ねたカードキーが必要。パビロン・メディスンのベテルギウスの襲撃以来、セキュリティは比べ物にならないほど強化されており、在日米軍や自衛隊が旅団規模以上で攻めてこない限りびくともせず、常時でも習志野駐屯地のような自衛隊の主要駐屯地並みに安全である。迂闊に上空を飛べば撃墜され、MBTを校舎に隠しているといわれる。学園の周辺にはパトリオットミサイル発射中隊やスカイ・シールド・システムが配備されている。
特進クラス
中等部、高等部、大学に存在している。生徒はグリークスのアルバイトか社員。 傭兵の育成所を兼ねており、授業の中で爆弾解除やサバイバル技術などを学ぶ。専用の訓練区域があり、その周囲には高さ9m余りの塀が張り巡らされている。その中では装甲車や戦車等が走ることもできる。授業の一部は一般の生徒の目に触れない場所で行われるため、普通の生徒は海神学園の実態を知らず、「特進クラス」は有名大学を目指すクラスであると認識している（しかし、模試などの上位に出ることがないので少なからず不思議に思っている者もいる）。高等部は第一校舎の3階に教室があり、一般の生徒から「隔離教室」と揶揄されている。
ポセイドン・アカデミー
ペロポネソス半島に存在するグリークス本社の付属校で海神学園の姉妹校。海神学園よりも歴史が古く、生徒数・兵器の数・セキュリティは海神学園を上回る。全寮制でヨーロッパ中から集められた才能のある青年たちが訓練を受けている。
バビロン・メディスン
第三次世界大戦、国家民営化を目的としたPMC。ドバイに本社ビル（通称バベルの塔）があるが、表向きはイギリスにあることになっている。共産圏に強いコネがある。鞠歌曰く「CIAより手強い」。
ベデルギウス
特殊任務大隊所属、最先端機会化分隊の通称。バビロン・メディスンの精鋭部隊で、国籍も年齢もバラバラの5人の男で構成されている。
マルチスピード・アーマーの数はキメラ型1台、アラクネ型2台、ケンタウロス型2台。
イラク戦争後、イラクで反政府組織への見せしめに民間人を虐殺していた際にビーバス＆バットヘッドと接触している。
ヴェルトハイム公国
西ヨーロッパに位置する小国で、立憲君主制国家であり、法治国家である。首都はヴェルトハイム。面積は約8,000km2。人口約10万人。使用言語はドイツ語、英語、ヴェルトハイム語。主要産業は、精密・医療機器、製薬、観光、国際金融など。主要交通機関はバスと路面電車。
国家元首は公王家による世襲制であり、男女を問わず長子が継承する。しかし王家の独裁政権ではなく議会は二院制を採用しており民主的な憲法もある。第二次世界大戦には参戦していない。国連に協力的ではないタックス・ヘイヴンであり、外国企業のペーパーカンパニーで多大な税収をあげている。犯罪人引渡し条約をどの国とも結んでいない。
ヴェルトハイム城
16世紀に築城された後、何度か改修されている。公王家の王宮と議会の議事堂と国家元首の官邸を兼ねている。石橋がかかった壕で囲まれ、近くに城門塔が建っている。第二次世界大戦中の名残りで、館の屋上には対空機関砲が設置されている。
公王館は城で最も大きい建物でイタリア産の大理石と最高級のホワイトオークが惜しみなく使われている。地上8階、地下3階で部屋数は3000を超える。内庭には屋根付きのバラ園があり、約300種のバラが栽培されている。
ヴェルトハイムの歯車
14〜15世紀の英仏百年戦争で初めて存在が確認されている。ナポレオン戦争、世界大戦、湾岸戦争などで動いた記録がある。正体を知るのは公王と公女だけである。
その正体は死んだはずの戦争犯罪者や独裁者。死を偽装しヴェルトハイムに匿われ、フードをかぶりバラ園の管理係として城内で生活している。その中にはアルカイダやフセインなど、かつてはナポレオンがいたこともある。また屋根で隠れているが、バラ園の花壇やアーチは真上から見ると歯車の形になっている。
ウィルトゥス
アメリカのIT系総合企業。パソコンや専用ソフトの開発、家庭用ゲームの分野でヒット作を量産している。オンラインゲーム「ウェールズ年代記」を開発、運営している。グループ企業に音楽事務所、飛行機会社、貨物船会社などがある。オンラインゲームやネットカジノを利用してマネーロンダリングをしている。

### 兵器

#### GENEZ（ジーンズ）
グリークスが開発した全身鎧。正式名称は「獣系遺伝子制御強化外骨格（ジーン・スーツ）」。
メタリックで動物的なイメージのあるデザインが特徴。DNAコンピュータにより制御され、ジャンクDNAに記録されている人間の中の動物の部分を使って動かす。柔らかく身体にフィットする複合装甲パネルと特殊な高分子素材で構成される。複合装甲は合金製で、機械工学と弾道学の粋を集め、特殊な耐衝撃構造により30mm口径弾にも耐えうる防御力を誇る。
生体部品を多用しているため軽量で柔軟な動きを実現しているが、着用には遺伝的適合性が必要で、DNA損傷が少なく遺伝子的な硬直度の低い若者に限定される欠点がある。スーツごとに設計コンセプトや中枢となるDNAコンピュータの内容が異なり、ブラックボックス化された内部構造は自爆回路で保護されているため、データの抽出は不可能。ヘルメットには無線機と拡声器が内蔵されている。
開発目的は戦闘用ではなく、生殖能力の向上と強靭な遺伝子の創出。シキサギによれば、戦闘能力は副次的な機能に過ぎない。
剣歯虎（サーベルタイガー）型
「バットヘッド1」のGENEZ。色は光沢のある灰色。両前腕部に無重力状態で製造された剣歯虎の牙を思わせる超硬合金製の伸縮式刃がある。100mを約4秒で走ることができる。
グリークス本社での決戦前にブラックボックス・データをヤマタノオロチに移植し、DNAコンピュータや電子神経回路は自壊した。
恐鳥（モア）型
「バットヘッド2」のGENEZ。色は青。背部に鳥の翼を思わせるデザインの高性能過酸化水素エンジン式ジェットパックが装着され、脚部は大型鳥類を思わせる形状で超硬合金製の爪を持つ。剣歯虎型より装甲では劣るが、機動性がはるかに高い。
空戦強化型
翼は伸縮式で展開時には通常の倍の長さになる。最大戦闘高度は6000m。短時間だが音速飛行が可能。大出力ジェットパック、追加燃料タンク、ミサイル対策用のデコイとチャフ散布機を装備している。
歯鯨（スクアロドン）型
「バッドヘッド3」のGENEZ。海神学園高等部特進クラスに支給された新型。本社のポセイドン・アカデミーに獣系遺伝子の適合者がいなかったため、シキサギが無理矢理日本支社のものとした。鋭い牙が隙間なく並んだ角状の部品が頭部から伸びている。他のGENEZより大型で、火力と電子戦能力に特化している。戦闘サポート用のAIを搭載しているため素人でも操縦することができる。水中戦に対応しており手足や背中についている小さな可変ウイングと電磁推進装置によって姿勢制御を行う。
ウーリー・マンモス型
「ハングオーバー1」のGENEZ。全長3m。脚部に電磁力サスペンションが組み込まれており、超強力なばねを使って跳ねるように動く。
プロトタイプ・ティラノ
「ハングオーバー2」のGENEZ。色はメタリックなブラウン。剣歯虎型の試作品のためシルエットが似ており、両前腕部に超硬合金製の伸縮式の牙が組み込まれている。
ポイニクス型
グリークス社長専用とされているGENEZ。色はメタリックな光沢のある赤紫色。積層型鱗状複合装甲。折り畳み型の巨大な翼が背中についており高度な飛行能力を有している。主武装はナノチューブ技術を応用して作られた超硬針（ニードル）で、前腕部に武器の収納スペースがある。体のあちこちに様々なサイズのニードルガンが仕込まれており、秒速2kmの速さで射出される。手のひらにはイシュタルを遠隔操作するためのコマンドパネルが内蔵され、それを使って取り込みを開始する。
ヤマタノオロチ
作戦用暗号名「G - 8（ゴルフ・エイト）」。グリークス日本支部が独自開発したGENEZであり、K・I計画の要。シキサギ曰く、「生命のGENEZ」。操縦者の遺伝子を取り込み急激な速さで進化していく機能を持つ。剣歯虎型のブラックボックスに蓄積された戦闘データを転用し、戦闘能力を飛躍的に上昇させた。鎧武者のような外観で表面は赤黒い人工筋肉装甲で弾力がある。前腕部に伸縮式の牙があり手足に爪がついている。背中に固体燃料ロケットが搭載され、装甲の一部が変形し可変ノズルが現れることによって、短時間ながら飛行することができる。時速150kmで走ることができる。
イシュタル
ナイチンゲール専用。身長約2m。装甲は金色。鋭角的で甲殻類を彷彿とさせるデザイン。生物を取り込み同化する機能があり、生殖機能を持つ。 
プロトタイプ・イシュタル
デザインはイシュタルと変わらないが、取り込み機能はついていない。グリークス本社に潜入した岩清水ニキが装着した。

#### バビロン・メディスンの兵器
マルチピード・アーマー
バビロン・メディスン社が開発した多脚式強化外骨格。機械式の倍力機構を採用しているために重たく、自重を支えるために多脚を採用している。防御力はGENEZとほぼ同じだが、機械部品が多く重量があるためダメージに弱く、足を1本失うだけで戦闘が困難になる。
ケンタウロス型
四脚二腕。下半身は半分以上が機械でてきている。最高時速300km。
アラクネ型
四脚四腕。4本のアームのうち2本は機械制御のロボットアーム。
キメラ型
四脚二腕二頭一尾。獅子のようなヘルメットと背中のあたりから生えた山羊を象った頭部が特徴。生き物のように動く長くて太い尻尾がついている。山羊の頭部は音響兵器になっている。
エンキドゥ
新型マルチスピード・アーマー。二腕二脚と車輪付きの細い補助脚を持ち、人間型に近いシルエットをしている。手にはスパイク型の電極に変型するスタン・ガントレットが装着されており、殴ると同時に電極から500万ボルトの電圧を放つ。
エレキシュガル
グリークスに対抗するためGENEZのコンセプトを真似て作製したプロトタイプの一つ。色は黒色。ウィルトゥスから購入したニューロン・コンピュータと強力な原子力電池を搭載している。
エンリル
イエニ・チェリ専用の強化外骨格。メイン装甲は純白でデザインは全体的に流線型。格闘性を向上させるために通常の強化外骨格よりも手足が長め。GENEZとほぼ同性能でよりコンパクトなDNAコンピュータを搭載している。デュボアの空戦能力強化型、イップ・チーの接近戦強化型などがある。
バビロニア・ドラグーン
大幅に改造し小型化されたドラグーン装甲車に最新の電子装備を搭載した市街用戦闘車。六輪で軽自動車くらいのサイズだが重装行で、車体上面には20ミリ機関砲の無人砲が搭載してある。

#### 戦艦
アマデウス
ヴェルトハイム公国の成層圏飛空戦艦の艦隊の旗艦。艦体は細長く、電波を真横に反射するように角度が計算されている。成層圏の過酷な環境に対応するために変形する。新開発の強化繊維とバリア材を高分子繊維で挟んで溶着した高強度軽量材料で構成され、ポリアクリレート系の強靭な繊維を気球膜材に採用している。メイン動力は植物の光合成を応用した強力な太陽光バイオ燃料電池。非金属素材と電波吸収剤によってステルス性が高く、逆探知されにくい電子走査レーダーを限定的に使用する。1隻に16機の無人戦闘機を搭載している。
搭乗者はフランシスカの趣味で女性に限られ、キューブリックの映画に登場しそうなスーツを着用している。

### その他の用語
ナイチンゲール
原理は不明ながら不死身で、傷が回復する少女たち。また、遺伝子的相性が合えば個人差はあるもののパートナーを約7分半、不死身にできる。紀元前3500年前、古代メソポタミア文明の頃に誕生し、最初は「女神イシュタルの娘たち」と呼ばれていた。時代が進むごとに呼び名は変わり、約100年前にナイチンゲールと呼称されるようになった。日本では戦国時代に「磐長の姫巫女」と呼ばれていた。
その正体は人工生命体に魂を保管し、体を交換して長い時間を過ごしてきた存在。長い時間は人間の精神には重すぎるため、記憶の取捨選択ができた。
ギルガメシュ
ナイチンゲールの能力で不死身になれるアタッカー。ギルガメッシュ化している時間内ならば傷は回復するが、24時間の間隔を開けなければ効果を発揮しない。ギルガメシュ化が解けた後には、凄まじい疲労に襲われる。戦国時代では「死なずのもののふ」と呼ばれていた。

## 既刊一覧

### 小説
- 深見真（著）・mebae（イラスト） 『GENEZ』 富士見書房〈富士見ファンタジア文庫〉、全8巻
  1. 2009年5月20日発売[3]、ISBN 978-4-8291-3407-8
  2. 2009年9月19日発売[4]、ISBN 978-4-8291-3449-8
  3. 2010年2月20日発売[5]、ISBN 978-4-8291-3496-2
  4. 2010年6月19日発売[6]、ISBN 978-4-8291-3536-5
  5. 2010年11月20日発売[7]、ISBN 978-4-8291-3589-1
  6. 2011年3月19日発売[8]、ISBN 978-4-8291-3624-9
  7. 2012年1月20日発売[9]、ISBN 978-4-8291-3685-0
  8. 2013年2月20日発売[10]、ISBN 978-4-8291-3862-5

### 漫画
- 深見真（原作）・mebae（キャラクター原案）・春日井明（作画） 『GENEZ』 角川書店〈角川コミックス・エース〉、全3巻
  1. 2010年6月26日初版発行（6月23日発売[11]）、ISBN 978-4-04-715465-0
  2. 2010年11月25日初版発行（11月24日発売[12]）、ISBN 978-4-04-715559-6
  3. 2011年5月26日初版発行（5月24日発売[13]）、ISBN 978-4-04-715709-5